# ステルビン
ステルビン（Sterubin）とは、イエルバサンタ（Eriodictyon californicum、Eriodictyon angustifolium）という植物から抽出された、フラバノンの1種である。この物質は、味覚修飾物質（味覚狂わせる作用をもった物質）であることや、白髪改善効果があることが知られている。

## 概要
ステルビンは、シムライズ社に所属する科学者によって、アメリカ州に育つイエルバサンタ（英語読み：ヤーバサンタ）から抽出されて同定された、味覚を修飾する性質を持った4つの物質のうちの1つである。なお、その他の3つは、ホモエリオジクチオールとそのナトリウム塩、エリオジクチオールである
。
以上4つの物質は、いずれも味覚を一時的に変える作用、具体的には、ヒトに対して苦味遮蔽効果（苦味を感じにくくする作用）を持っている。
ただし、エリオジクチオールの苦味遮蔽効果は、ホモエリオジクチオールのナトリウム塩の苦味遮蔽効果よりも小さい。
ステルビンを顎に塗布することで、白鬚の黒鬚化が認められたという報告があり、そのメカニズムはWNTシグナルの活性化を介したMITF、チロシナーゼの増加によるメラニン色素産生効果である。また、ステルビン含有量が多いヤーバサンタには有意な白髪改善効果や白鬚改善効果があるが、ステルビン含有量が少ないヤーバサンタには有意な白鬚改善効果はない。さらに、マウスを用いた特殊な条件下の基礎研究では、ステルビンを傷口に塗布することで傷跡から黒毛再生することが報告されている。